# Laxå
Laxå è una città della Svezia, capoluogo del comune omonimo, nella contea di Örebro. Ha una popolazione di 3.307 abitanti.